# فرودگاه یاواتمل
فرودگاه یاواتمل  (به انگلیسی: Yavatmal airport) (به زبان بومی: यवतमाळ विमानतळ) یک فرودگاه همگانی   است که یک باند فرود آسفالت دارد و طول باند آن 1,404m متر است. این فرودگاه در  کشور هند قرار دارد و در ارتفاع 429m متری از سطح دریا واقع شده است.